# Chitra vandijki
Chitra vandijki là một loài rùa trong họ Trionychidae. Loài này được Mccord & Pritchard mô tả khoa học đầu tiên năm 2003.